# Bundesautobahn 985
Pour les articles homonymes, voir A985.
La Bundesautobahn 985 était le projet d'une Bundesautobahn dans le Land de Bavière.

## Histoire
L'A 985 devait relier Waltenhofen à Sonthofen. Ce plan fut abandonné en 1976. Au lieu de cela, la Bundesstraße 19 est étendue à quatre voies le long du tracé. La sortie de Waltenhofen est en partie conçu avec des feux de circulation.